# گزرودرما پیگمنتوزوم
خشک‌پوستی رنگدانه‌ای یا گزرودرما پیگمنتوزوم (به انگلیسی: Xeroderma pigmentosum) یک ناهنجاری ژنتیکی است که در آن توان ترمیم آسیب به دی‌ان‌ای برای نمونه در برابر پرتو فرابنفش کاسته می‌شود.
نشانه‌ها می‌تواند شامل آفتاب سوختگی شدید تنها پس از چند دقیقه قرار گرفتن در معرض نور خورشید، ایجاد کک و مک در مناطق در معرض آفتاب، خشکی پوست و تغییر در رنگدانه‌های پوست باشد. مشکلات سیستم عصبی، مانند کاهش شنوایی، ضعف هماهنگی، از دست دادن عملکرد فکری و تشنج نیز ممکن است رخ دهد. عوارض شامل خطر بالای سرطان پوست و آب مروارید است. ممکن است خطر ابتلا به سرطان‌های دیگرم نیز مانند سرطان مغز بیشتر باشد.
این بیماری اتوزومال مغلوب است، با جهش در حداقل ۹ ژن خاص که می‌تواند منجر به این ناهنجاری شود. به‌طور معمول، آسیب به دی ان ای در سلول‌های پوست در اثر قرار گرفتن در معرض پرتو فرابنفش رخ می‌دهد، با ترمیم برش نوکلئوتیدی ترمیم می‌شود. در افراد مبتلا به گزرودرما پیگمنتوزوم، این آسیب ترمیم نمی‌شود. با شکل‌گیری ناهنجاری‌های بیشتری در DNA، سلول‌ها نادرست عمل می‌کنند و در نهایت سرطانی می‌شوند یا می‌میرند. تشخیص معمولاً بر اساس علائم مشکوک است و با آزمایش ژنتیک تأیید می‌شود.
این اختلال، خشکی، رنگدانه‌های قهوه‌ای و زخم روی پوست را همراه دارد.
خشک‌پوستی رنگدانه‌ای گروهی از اختلال نادر توارثی جورفام‌تنی autosomal مغلوب است که در آن حساسیت شدید پوست به پرتو فرابنفش و بروز مکرر سرطان‌های پوستی و چشمی وجود دارد.

## تظاهرات بالینی
بیماری xp با اختصاصاتی چون حساسیت به نور خورشید، درگیر شدن چشم و خطر هزار بربر نئوپلاسمهای پوستی و چشم مشخص شده‌است. اغلب افراد مبتلا به xp مستعد گزروزیس (پوست خشک) و پوی کیلودرما (مجموعهٔ هیپر- هیپو پیگمانته، آتروفی واتساع مویرگها) هستند. سن میانگین ظهور اولیهٔ علائم بیماری سرطان غیر ملانومای پوست زیر ده سال است. ۳۰٪ افراد آسیب دیده علائم عصب شناختی خاصی را بروز می‌دهند.

## تاریخچه
اولین بار در سال ۱۸۷۴ توسط هبرا و موریتس کاپوشی توصیف شد. در سال ۱۸۸۲، کاپوسی اصطلاح گزرودرما پیگمنتوزوم را برای این بیماری ابداع کرد و به پوست خشک (گزرودرما) و رنگدانه ای (پیگمنت) آن اشاره کرد.
مقاله ۱۹۶۸ جیمز کلیور در مورد این سندروم ارتباط بین این سندروم، آسیب دی‌ان‌ای ناشی از اشعه ماورا بنفش، ترمیم معیوب دی‌ان‌ای و سرطان را نشان داد.

## بیماریزایی

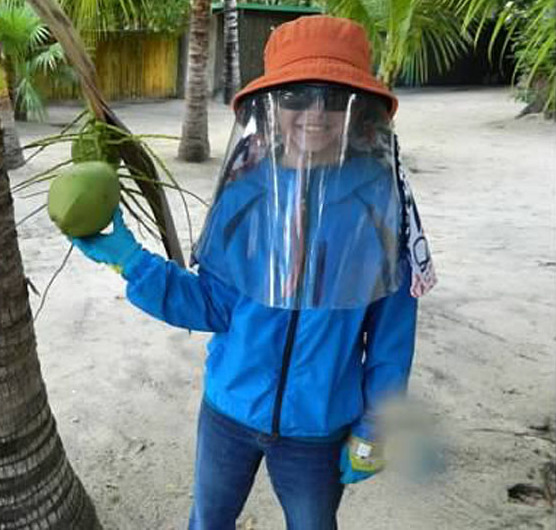
کودک مبتلا به مراحل اولیۀ گزرودرما پیگمنتوزوم در لباس و پوشش محافظتی کامل در برابر اشعۀ ماورا بنفش خورشید

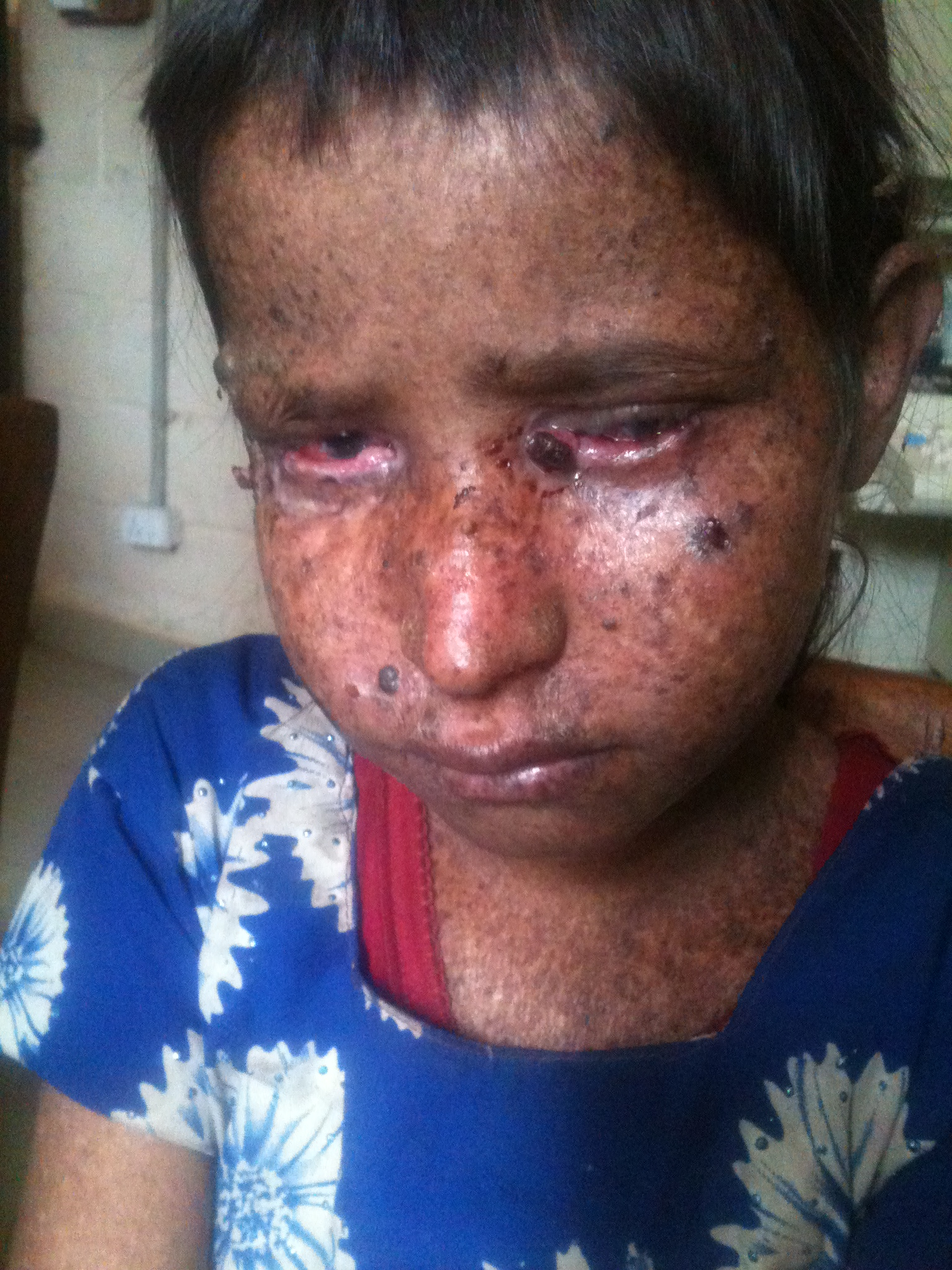
ضایعات پوستی ناشی از گزرودرما پیگمنتوزوم در کودکی در نپال که در معرض اشعۀ ماورا بنفش خورشید بوده است

ترمیم دی‌ان‌ای صدمه دیده بر اثر پرتوهای فرابنفش از طریق سه سازوکار رخ می‌دهد: ترمیم خارج‌سازی، ترمیم پس از همانندسازی و فعال شدن مجدد بر اثر نور. با ترمیم خارج سازی نوکلئوتیدی یا ترمیم خارج‌سازی بازها، صدمه دی‌ان‌ای را اصلاح می‌کند. ترمیم پس از همانندسازی، نوعی سازوکار تحمل صدمه است که همانندسازی دی‌ان‌ای از یک الگوی صدمه دیده را مقدور می‌سازد. فعال شدن مجدد توسط نور، (ساختمان DNA|DNA)) صدمه دیده را به حالت شیمیایی طبیعی آن برمی‌گرداند، بدون آنکه هیچ ماده ژنتیکی را خارج یا معاوضه کند.
ترمیم خارج‌سازی نوکلئوتیدی روند پیچیده اما متنوعی است که حداقل ۳۰ پروتئین را شامل می‌شود. اصل اساسی خارج کردن یک قطعه دی‌ان‌ای تک رشته‌ای کوچک حاوی یک ضایعه از طریق برش مضاعف رشته صدمه دیده و سپس ساخت ترمیم پرکننده شکاف با استفاده از رشته مکمل دست نخورده به عنوان الگو می‌باشد. XP ناشی از جهشهای مؤثر در مسیر فرعی ترمیم ژنومی سرتاسری در ترمیم خارج سازی نوکلئوتیدی یا ناشی از جهشهای مؤثر بر ترمیم پس از همانندسازی می‌باشد.

## تشخیص
تشخیص بیماری گزرودرما پیگمنتوزا کلینیکی و براساس شرح حال حساسیت شدید پوستی به نور خورشید و سرطان پوست است. ویژگی‌های کلاسیک خشک‌پوستی رنگدانه‌ای (XP) پوست پیگمانته شبیه سنگفرش است. برای تأیید تشخیص، نمونه‌برداری از پوست انجام می‌شود تا ترمیم دی‌ان‌ای و حساسیت به پرتوهای فرابنفش در فیبروبلاستهای پوست ارزیابی شود.

### انواع
هفت زیرگروه تکمیلی وجود دارد، به انضمام یک نوع متفاوت:
| نوع        | دادگان بیماری‌ها | OMIM          | ژن         | جایگاه کروموزومی     | نام‌های دیگر / توضیحات                                                    |
| نوع A یا ۱ | 29877           | 278700        | XPA        | 9q22.۳               | گزرودرما پیگمنتوزوم گروه A - شکل کلاسیک این بیماری                       |
| نوع B یا ۲ | 29878           | 133510        | XPB        | 2q21                 | گزرودرما پیگمنتوزوم B                                                    |
| نوع C یا ۳ | 29879           | 278720        | XPC        | 3p25                 | گزرودرما پیگمنتوزوم C                                                    |
| نوع D یا ۴ | 29880           | 278730 278800 | XPD ERCC6  | 19q13.2-q13.3, 10q11 | گروه D یا سندرم دی‌سانکتیس-کاکیونه (می‌تواند زیرگروه XPD در نظر گرفته شود) |
| نوع E یا ۵ | 29881           | 278740        | DDB2       | 11p12-p11            | گروه E                                                                   |
| نوع F یا ۶ | 29882           | 278760        | ERCC4      | 16p13.3-p13.۱۳       | گروه F                                                                   |
| نوع G یا ۷ | 29883           | 278780 133530 | RAD2 ERCC5 | 13q33                |                                                                          |
| نوع V      |                 | 278750        | POLH       | 6p21.1-p12           |                                                                          |

## درمان
اداره بیماران مبتلا به XP شامل اجتناب از برخورد با نور خورشید، پوشیدن لباسهای محافظ، ضدآفتابهای فیزیکی و شیمیایی و مراقبت دقیق از نظر بدخیمی‌های پوست و خارج کردن آنهاست. در حال حاضر هیچ درمان علاج دهنده‌ای وجود ندارد. این شامل پوشیدن لباس‌های محافظ و استفاده از کرم‌های ضدآفتاب (فیزیکی و شیمیایی) است.
کراتوز همچنین می‌تواند مورد درمان قرار گیرد با استفاده از سرمادرمانی یا فلوروراسیل.
در ۱۰ سپتامبر سال ۲۰۲۰، داروسازی کلینول اعلام کرد که در حال بررسی استفاده از داروی شاخص مورد تأیید FDA خود به عنوان یک درمان بالقوه برای افزایش قرار گرفتن در معرض نور بدون درد برای بیماران مبتلا به این سندروم است.